# 尖峰流速計

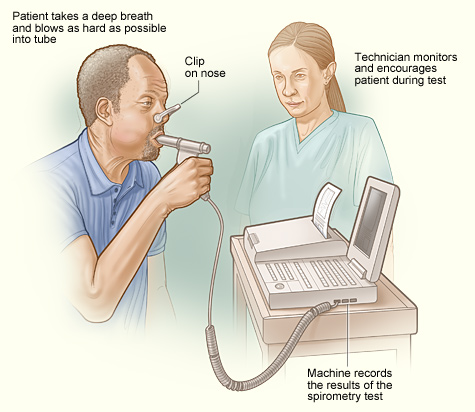
尖峰流速檢測

尖峰流速計（英語：Spirometer）是一個用來測量肺的流通空氣的體積，簡單來說就是測量進出肺部的空氣之體積，尖峰流速計可用來量測呼氣流量峰值。尖峰流速圖表（Spirogram）能判斷出兩種不正常之肺部空氣流通量的波型，這兩種分別是阻塞型（obstructive）和限制型（restrictive）。每個尖峰流速計的測量方法各異，有压力传感器型（pressure transducers）、超音波、水位计（water gauge）型。

## 延伸閱讀
- Lundy Braun, Breathing Race into the Machine: The Surprising Career of the Spirometer from Plantation to Genetics. Minneapolis, MN: University of Minnesota Press, 2014.